# Hastighedsbestemmende trin
I kemisk kinetik er reaktionshastigheden i en reaktionsmekanisme med flere trip ofte bestemt af det langsomste trin, der kendes som det hastighedsbestemmende trin eller hastighedsbegrænsende trin. Det eksperimentelle hastighedsudtryk kan hjælpe med at finde det hastighedsbestemmende trin.
I et reaktionskoordinat er overgangstilstanden med den højeste energi det hastighedsbestemmende trin for en given reaktion.
Konceptet med det hastighedsbestemmende trin er meget vigtigt til optimering og forståelse af mange kemiske processer som katalyse og forbrænding.